# گوستاف یوهانسون (ورزشکار)
گوستاف یوهانسون (انگلیسی: Gustaf Johansson؛ ۱۴ سپتامبر ۱۹۰۰ – ۱ ژوئیه ۱۹۷۱ (aged 70)) ورزشکار هاکی روی یخ اهل سوئد بود.
وی در مسابقات کشوری و بین‌المللی در مجموع برندهٔ ۳ مدال طلا، ۱ مدال نقره شده‌است.